# Fließgelenk
Der Begriff Fließgelenk (auch plastisches Gelenk) bezeichnet in der Plastizitätstheorie ein idealisiertes, reibungsfreies Gelenk, das sich an beliebigen Punkten des Tragwerk bei Überschreiten der Fließspannung ausbildet, wenn die dortige Belastung die Fließgrenze überschreitet. Da eine Erhöhung der Spannungen im Fließgelenk nicht mehr möglich ist, führt (sofern noch möglich) eine weitere Erhöhung der Belastung, zu Spannungsumlagerungen.

## Einordnung
Ein Bauteil kann Kräfte in folgenden Weisen aufnehmen:
- zunächst durch elastische Verformungen. Die elastische Verformungsfähigkeit eines Bauteils bzw. Gelenks endet mit dem Erreichen der Streckgrenze.
- oberhalb der Streckgrenze kehrt das Material auch nach Entlastung nicht mehr in die ursprüngliche Form zurück, stattdessen entstehen bleibende (plastische) Verformungen am Bauteil. Dieser Bereich erstreckt sich bis zur Fließgrenze.
- oberhalb der Fließgrenze können keine (weiteren, über die Fließgelenksspannungen hinausragenden) Kräfte mehr aufgenommen werden.

Fließgelenke sind meistens Biegegelenke, da Biegemomente oft auch maßgebend für die Tragsicherheit sind. Es können sie sich aber auch als Normalkraftgelenke ausbilden. Es handelt sich bei Erreichen des maximalen Tragfähigkeit um ein reales Gelenk.
Ein Gelenk ist in der Baustatik so definiert, dass eine Verdrehung kein Biegemoment erzeugt. Beim idealisierten Fließgelenk besteht zwar beim Duchplastifizieren des gesamten Querschnittes ein eingeprägtes Biegemoment Mpl. Dieses kann jedoch in der klassischen Fließgelenkstheorie nicht mehr gesteigert werden, da der gesamte Querschnitt bereits plastifiziert ist und in dem bestehenden Biegemoment widerstandslos fließt.

## Berechnung
Im Stahlbau muss für die Ausbildung eines Fließgelenkes, wenn nicht nur der Querschnitt, sondern auch das Tragwerk plastisch gerechnet wird, gemäß Eurocode 3 an der Stelle des Querschnittes eine Querschnittsklasse 1 vorherrschen (d. h. ausreichend gedrungen Querschnittsabmessungen), um die geforderte Rotationsfähigkeit ohne Beulversagen gewährleisten zu können. Daher ist die zulässige Querschnittsklasse von der duktilität des Materials abhängig, welches die plastischen Verformungen ohne Querschnittsversagen zulässt.
Bei der plastischen Schnittgrößenberechnung kann die statische Unbestimmtheit reduziert werden, indem dem Stabwerk Fließgelenke hinzugefügt werden. Durch das neue (Fließ-)Gelenk wird dem statischen System eine zusätzliche Bestimmungsgleichung (bzw. Freiheitsgrad(e)) hinzugefügt, das Momentengleichgewicht bzw. das Kräftegleichgewicht des Fließgelenks. Auf diese Art und Weise können statisch unbestimmte Systeme und Fachwerke unter Berücksichtigung der einwirkenden Kräfte, der Werkstoffeigenschaften und der Bauteilgeometrie in einfacher berechenbare statisch bestimmte (Berechnungs-)Systeme umgewandelt werden (Fließgelenkverfahren).
Der plastische Grenzzustand ist dann erreicht, wenn sich für ein n-fach statisch unbestimmtes System eine solche Fließgelenk mit n+1 Fließgelenken als Kette ergibt, die der Plastizitätsbedingung M ≤ Mpl genügt: Aus dieser durch den Laststeigerungsfaktor entstandenen Fließgelenkkette kann dann die Traglast des Stabwerks berechnet werden – ein einfaches Beispiel findet sich bei Karl-Eugen Kurrer.
Das Fließgelenkverfahren gehört zur Gruppe der Traglastverfahren und wird vereinfachend oft begrifflich gleichgesetzt.